# Mijaíl Vergueyenko
Mijaíl Vergueyenko (en bielorruso: Міхаіл Нікіфаравіч Вяргеенка; Gomel, RSS de Bielorrusia; 12 de enero de 1950-Minsk, Bielorrusia; 16 de julio de 2024) fue un futbolista y entrenador de fútbol bielorruso que jugó en la posición de guardameta. Era el padre del también futbolista Aleksey Vergeyenko.

## Clubes

### Como jugador
| Club                       | País            | Año       |
| -------------------------- | --------------- | --------- |
| Spartak Gomel              | Unión Soviética | 1966-1967 |
| Spartak-d Gomel (préstamo) | Unión Soviética | 1967      |
| FC Dinamo Minsk            | Unión Soviética | 1968-1970 |
| Gomselmash Gomel           | Unión Soviética | 1970      |
| FC Dinamo Minsk            | Unión Soviética | 1971-1983 |

### Como entrenador
| Club (*)                           | País        | Año       |
| ---------------------------------- | ----------- | --------- |
| FC Dinamo Minsk                    | Bielorrusia | 1991-1994 |
| Selección de fútbol de Bielorrusia | Bielorrusia | 1992-1994 |
| FC Hasper                          | Alemania    | 1995-1996 |
| Selección de fútbol de Bielorrusia | Bielorrusia | 1997-1999 |

(*) Incluyendo la selección.

## Selección nacional
Jugó para la selección de fútbol sub-21 de la Unión Soviética en tres ocasiones en 1972 con la que fue subcampeón continental.

## Palmarés

### Como jugador
| Título                                 | Club            | País            | Año  |
| -------------------------------------- | --------------- | --------------- | ---- |
| Primera División de la Unión Soviética | FC Dinamo Minsk | Unión Soviética | 1982 |

### Como entrenador
| Título                      | Club            | País        | Año           |
| --------------------------- | --------------- | ----------- | ------------- |
| Liga Premier de Bielorrusia | FC Dinamo Minsk | Bielorrusia | 1992, 1992-93 |
| Copa de Bielorrusia         | FC Dinamo Minsk | Bielorrusia | 1992          |